# Mammillaria gasseriana
Mammillaria gasseriana es una especie  perteneciente a la familia Cactaceae. Es endémico de Coahuila de Zaragoza en México. Su hábitat natural son los áridos desiertos. Está tratada en peligro de extinción por pérdida de hábitat. 

## Descripción
Es una planta perenne carnosa y  ramificada en la base, que forma grupos con forma ovalada esférica, con espinas blancas escondidas debajo de la brotes de 3-4 cm de diámetro.  Las areolas cilíndricas son redondeadas en la punta y están muy juntas. No contienen látex. Tienen 1 a 2 fuertes espinas centrales, que también pueden estar ausentes, de color marrón claro y con la punta oscura de 4 a 8 milímetros de largo. Las 40 a 50 espinas radiales en forma de peine o en la superficie  son de color blanco y  de 5 a 8 milímetros de largo. Las flores en forma de embudo son de color crema-blanco, con una pálida franja de color marrón en medio y la garganta verde. Tienen un tamaño de 7 a 8 milímetros de largo. Los frutos son de color rojo, de 6 a 9 milímetros de longitud y de color gris negruzco, contienen las semillas .

## Taxonomía
Mammillaria gasseriana fue descrita por Friedrich Boedeker y publicado en Zeitschrift für Sukkulentenkunde. Berlin 3(4): 75–77, unnumbered f. 1927-1928.
Etimología
Mammillaria: nombre genérico que fue descrita por vez primera por Carolus Linnaeus como Cactus mammillaris en 1753, nombre derivado del latín mammilla = tubérculo, en alusión a los tubérculos que son una de las características del género.
gasseriana: epíteto que rinde homenaje a la colección de cactus y al importador Jacob Gasser (1870-1932), cuya extensa colección formó la base de la colección de Suculentas Zurich.
Sinonimia
- Ebnerella gasseriana
- Chilita gasseriana
- Mammillaria viescensis[5]